# Reichsschultheiß (Nürnberg)
Der Reichsschultheiß (auch Reichsvogt, Reichslandvogt) war ein kaiserlicher Beamter, der seit Ende des 12. Jahrhunderts die Gerichtsbarkeit über die Nürnberger Bürger ausübte.

## Geschichte
Der Stadtherr Nürnbergs war in der Gründungszeit zunächst der jeweilige König oder Kaiser. Konrad III., der um 1040 anstelle eines älteren Wehrturms die Kaiserburg errichten ließ, setzte dort als Kastellane die österreichischen Raabser Grafen ein, die bald als Burggrafen bezeichnet wurden. 1192 starben sie mit Konrad II. von Raabs aus und Heinrich VI. belehnte daraufhin dessen Schwiegersohn Friedrich I. von Zollern aus einem bislang wenig in Erscheinung getretenen schwäbischen Geschlecht mit der Burggrafschaft Nürnberg. In Verbindung mit der Neuvergabe des Lehens schmälerte Heinrich VI. aber die Befugnisse des Burggrafen: Verwaltung und Gerichtsbarkeit für die Reichsstadt unter der Nürnberger Burg wurden einem Reichsschultheiß übertragen, der dort auch als Stellvertreter des Kaisers fungierte. In den nächsten Jahrhunderten wuchs das Selbstständigkeitsgefühl der Stadt gegenüber dem Burggrafen und die obrigkeitliche Gewalt innerhalb der Stadt wurde vornehmlich durch den Reichsschultheißen ausgeübt.
Der nach Selbstverwaltung strebende Innere Rat drängte im Lauf des 13. und 14. Jahrhunderts den Einfluss des vom König bestellten Reichsschultheißen zunehmend zurück und beschnitt seine Befugnisse schrittweise, um sämtliche Hoheitsrechte an sich zu bringen. Dieser Emanzipationsprozess schien kurzzeitig in Gefahr, als Nürnberg, durch Verpfändung in den Jahren von 1269 bis 1273, zu einer bayerischen Landstadt abzusinken drohte.
Durch zahlreiche Privilegien unterstützten die Monarchen selbst die Loslösung Nürnbergs. Besonders wichtig waren: Der Große Freiheitsbrief von König Friedrich II. von 1219, das Henricianum von Kaiser Heinrichs VII., die Befreiung von der Zuständigkeit des Hof- und Landgerichts und der geistlichen Gerichtsbarkeit durch König Ludwig IV. von 1315 sowie die 1320 gewährte eigenständige Gerichtsbarkeit in Strafsachen und die Verleihung der Hochgerichtsbarkeit (auch: Fraisch). Auch in der Steuer- und Gewerbegesetzgebung machte sich der Innere Rat von der Mitwirkung des Reichsschultheißen unabhängig. Im Lauf des 14. Jahrhunderts bekam der Rat weitere ehemals königliche Befugnisse in seine Verfügungsgewalt und wurde vollends zur unabhängigen Stadtobrigkeit.

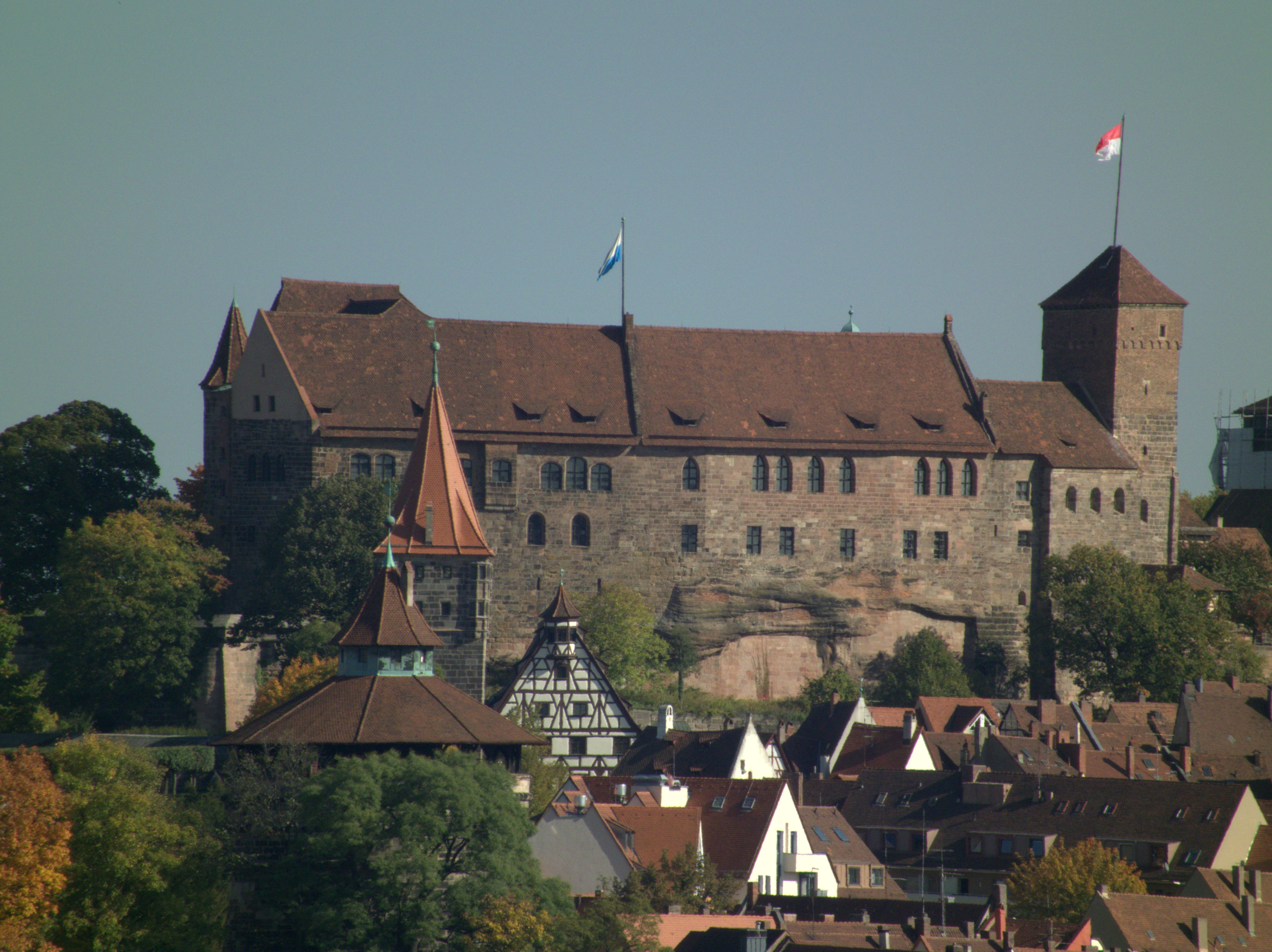
Auf der Nürnberger Kaiserburg hatte der Reichsschultheiß als Amtmann der Reichsveste seine Wohnung.

Der Reichsschultheiß entstammte häufig dem Kreis der ratsfähigen Nürnberger Familien (Nürnberger Patriziat) und war an das Urteil der Schöffen gebunden und dem Inneren Rat zur unparteiischen Rechtspflege verpflichtet. Ab 1338 verpfändete der König das Amt an Konrad Groß und ab 1365 an die Burggrafen aus dem Hause Zollern, die es 1385 an die Reichsstadt Nürnberg weiterverpfändeten. Bereits 1396 wurde diese Pfandschaft für unablösbar erklärt. Friedrich VI., der letzte Burggraf, verkaufte 1427 das Reichsschultheißenamt endgültig an Nürnberg. Seitdem war der Reichsschultheiß ein Beamter des Rats, dessen Tätigkeiten sich auf militärische und repräsentative Aufgaben beschränkten. Dem Reichsschultheiß stand als Amtmann der Reichsveste eine Wohnung in der Nürnberger Burg zur Verfügung.
1571 wurde das Reichsschultheißenamt an Andreas I. Imhoff übertragen, der es in Personalunion mit dem höchsten reichsstädtischen Amt des Vordersten Losungers (Verwalter der städtischen Steuern) verband und somit auch unmittelbarer Vertreter der kaiserlichen Gewalt in der Stadt war. Erst am 22. April 1617 wurde der Zusammenschluss der beiden Ämter per Ratsbeschluss offiziell festgelegt.
Mit dem Übergang der Reichsstadt Nürnberg an das Königreich Bayern wurde das Amt des Reichsschultheißen aufgelöst.

## Nürnberger Reichsschultheißen (Auszug)
- Giselher, um 1216 Reichsschultheiß von Nürnberg
- Konrad Bigenot (Eseler) (1165–1245), (Altes Nürnberger Geschlecht, auch Essler, Asinarii, Asinatores), ab 1225/6 Reichsschultheiß von Nürnberg
- Eberhard (ohne weitere Angaben), ab 1242 Reichsschultheiß von Nürnberg
- Berthold (ohne weitere Angaben), ab 1243 Reichsschultheiß von Nürnberg
- Konrad (ohne weitere Angaben), ab 1246 Reichsschultheiß von Nürnberg
- Heinrich (ohne weitere Angaben), ab 1253 Reichsschultheiß von Nürnberg
- Berthold Isolt (von Eysölden) (1190–1266), ab 1258–1265 Reichsschultheiß von Nürnberg
- Konrad Stromaier, ab 1265 Reichsschultheiß von Nürnberg
- Konrad von Churenburch (Kornburg), ab 1267 Reichsschultheiß von Nürnberg
- Konrad (ohne weitere Angaben), ab 1272 Reichsschultheiß von Nürnberg
- Markward Merklin Pfinzing (1210–1278), 1274–1276 Reichsschultheiß von Nürnberg
- Konrad von Neumarkt (?–1296), ab 1276 Reichsschultheiß von Nürnberg
- Berthold II. Marquard Pfinzing (1232–1297), 1277–1278 Reichsschultheiß von Nürnberg
- Konrad (ohne weitere Angaben), ab 1278 Reichsschultheiß von Nürnberg
- Berthold Pfinzing, ab 1281 Reichsschultheiß von Nürnberg
- Marquard (ohne weitere Angaben), ab 1289 Reichsschultheiß von Nürnberg
- Konrad Eseler, ab 1290 Reichsschultheiß von Nürnberg[3]
- Gramlieb Eseler, ab 1296 Reichsschultheiß von Nürnberg
- Konrad Eseler, ab 1277 Reichsschultheiß von Nürnberg
- Seyfried von Kammerstein, ab 1303 Reichsschultheiß von Nürnberg
- Heinrich Geuschmid, ab 1306 Reichsschultheiß von Nürnberg
- Seyfried von Kammerstein, ab 1308 Reichsschultheiß von Nürnberg
- Konrad Eseler (?–1319), ab 1310 Reichsschultheiß von Nürnberg (Schwiegersohn der Pfinzing)
- Konrad Pfinzing, ab 1319–1336 Reichsschultheiß von Nürnberg
- Berthold III. Pfinzing (1245–1322), ab ? Reichsschultheiß von Nürnberg, Butigler
- Rappold von Külsheim, 1338 Reichsschultheiß von Nürnberg
- Konrad Groß und weitere Familienmitglieder, 1339–1365 Reichsschultheiß von Nürnberg
- Heinrich Geuder, 1366–1385 Reichsschultheiß von Nürnberg
- Ludwig Schenk zu Reicheneck, ab 1385 Reichsschultheiß von Nürnberg, Ritter
- Apel Fuchs, ab 1388 Reichsschultheiß von Nürnberg, Ritter
- Friedrich von Lauffenholz, ab 1390 Reichsschultheiß von Nürnberg
- Georg Kraz, ab 1404 Reichsschultheiß von Nürnberg, Ritter
- Stephan von Absberg, ab 1408 Reichsschultheiß von Nürnberg, Ritter,
- Winrich von Treuchtlingen, ab 1412 Reichsschultheiß von Nürnberg, Ritter
- Hans von Rosenberg. ab 1412 Reichsschultheiß von Nürnberg, Ritter
- Hans von Sparneck, ab 1415 Reichsschultheiß von Nürnberg, Ritter
- Wigoläus von Wolfstein (1403–1442), ab 1418 Reichsschultheiß von Nürnberg, Kaiserlicher Landrichter von Nürnberg, Ritter
- Wernher (1) von Parsberg († 1455), 1442–1455 Reichsschultheiß von Nürnberg, Ritter
- Sigmund II. von Egloffstein, ab 1456 Reichsschultheiß von Nürnberg
- Paulus Volckamer (1448–1505), Ratsmitglied, Bürgermeister und ab 1479 Reichsschultheiß von Nürnberg
- Wolfgang (1) von Parsberg († 1513), 1493–1499 Reichsschultheiß von Nürnberg, Ritter
- Martin Geuder III. (1455–1532), Ratsherr, Losunger und Reichsschultheiß von Nürnberg, ab 1518 Pfleger aller Männerklöster in Nürnberg, ab 1524 Pfleger der beiden Nürnberger Pfarrkirchen, Freund Albrecht Dürers.
- Adam von Wolfstein (1505–1547), Reichsschultheiß von Nürnberg, Brandenburgischer Rat, Amtmann zu Erlangen, kaiserlicher Landrichter
- Haug (2) von Parsberg († 1554), 1547–1554 Reichsschultheiß von Nürnberg, Ritter

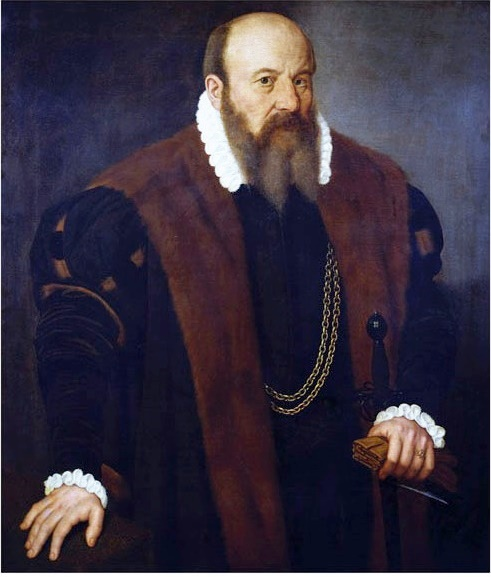
Andreas I. Imhoff (1491–1579), ab 1564 Vorderster Losunger, ab 1571 auch Reichsschultheiß (von Nicolas Neufchâtel)

- Andreas I. Imhoff (1491–1579), ab 1564 Vorderster Losunger, ab 1571 auch Reichsschultheiß (von Nicolas Neufchâtel)Andreas I. (Endres) Imhoff (1491–1579), ab 1564 Vorderster Losunger, ab 1571 zusätzlich Reichsschultheiß von Nürnberg
- Balthasar Derrer (?–1586), ab 1579 Vorderster Losunger und Reichsschultheiß von Nürnberg
- Hans Nützel (1540–1620), Vorderster Losunger und Reichsschultheiß von Nürnberg
- Paul II. Behaim (1557–1621), Vorderster Losunger, Reichsschultheiß von Nürnberg
- Andreas III. Imhoff (1562–1637), Losunger, Reichsschultheiß von Nürnberg
- Burkhard Löffelholz (1599–1675), Vorderster Losunger und Reichsschultheiß von Nürnberg
- Paul Albrecht Rieter von Kornburg (1634–1704), Ratsherr, Bürgermeister, Vorderster Losunger und Reichsschultheiß von Nürnberg
- Johann Adam Georg Christoph Geuder von Heroldsberg (1641–1718), Vorderster Losunger und Reichsschultheiß von Nürnberg, kaiserlicher Rat
- Christoph Fürer von Haimendorf (1663–1732), ab 1725 Vorderster Losunger und Reichsschultheiß von Nürnberg und Kastellan der Reichsveste
- Carl Benedikt Geuder von Heroldsberg (1670–1744), Ratsherr, Vorderster Losunger und Reichsschultheiß von Nürnberg, Ritter „de l’ordre generosite“, Verwahrer der Reichskleinodien.
- Christoph Friedrich Stromer von Reichenbach (1712–1794), Vorderster Losunger und Reichsschultheiß von Nürnberg von 1764 bis 1794
- Johann Sigmund Haller von Hallerstein (1723–1805), Vorderster Losunger und Reichsschultheiß von Nürnberg von 1794 bis 1804
- Christoph Wilhelm Waldstromer von Reichelsdorf (1729–1810), letzter Reichsschultheiß von Nürnberg.

## Sitze von Reichsschultheißen (Auszug)
- Erlenstegen wurde 1216 als Sitz des Reichsschultheißen Giselher erstmals genannt. Die Urzelle soll im Bereich des späteren Groland-Scheurlschen Sitzes gelegen sein.
- Der sogenannte Reichsschultheißenhof, Burgstraße 24–26, diente zeitweise dem Reichsschultheiß als Wohnung.